# Corona (canção)
"Corona" é uma canção da banda de punk rock americana Minutemen. Foi incluída como a sétima música do segundo lado de seu terceiro álbum de estúdio, Double Nickels on the Dime (1984). foi escrita por D. Boon, o guitarrista e vocalista da banda.
A música foi inspirada em uma viagem que os membros da banda (D. Boon, o baixista Mike Watt, e o baterista George Hurley) fizeram para o México no dia 4 de julho de 1982. Por curiosidade, esta mesma viagem inspirou o baixista Mike Watt a escrever a música "I Felt Like A Gringo", do álbum "Buzz or Howl Under the Influence of Heat". Movido por alguns dos elementos mais exóticos que D. Boon viu pela área, ele começou a escrever uma música em simpatia com o povo do México.
Em contraste com os ritmos mais frenéticos do punk rock e do hardcore punk, "Corona" tem um balanço e um ritmo distinto, o que lembra um pouco música polca e country.
O título da música vem de uma cerveja de mesmo nome, a Cerveja Corona.
A música "Corona" é bastante famosa por ter sido usada na abertura de Jackass, um programa estadunidense de humor grosseiro e rude.
Uma versão alternada da música, cantada e tocada por D. Boon, pode ser ouvida no álbum "D. Boon and Friends", lançado em 2003.

## Link Externo
- Site oficial do Minutemen.
- Letra da música.